# レキシントン (CV-16)
レキシントン (USS Lexington, CV/CVA/CVS/CVT/AVT-16) は、アメリカ海軍の航空母艦。エセックス級航空母艦としては2番目に就役した。アメリカ海軍においてレキシントンの名を受け継いだ艦としては5隻目にあたり、珊瑚海海戦で戦没した四代目の名を引き継いだ正規空母である。
大日本帝国でも本艦の存在を認識しており、「新レキシントン (New Lexington) 」、「レキシントン2世」と呼称された事もある。文献によっては、「レキシントン（II）」と表記する。
愛称は先代の愛称「レディ・レックス」を受け継いだ。その他にも先代が「幽霊船」と称された関係からか、「ブルー・ゴースト」の愛称でも知られた。第二次世界大戦に参加した後は一時期予備役入りしていたが、ジェット機対応などの大規模改修を受けて現役復帰し、晩年は練習空母として運用された。最終的に1991年、エセックス級としては最後に退役し、現在はテキサス州コーパスクリスティで博物館船として展示されている。

## 艦歴

### 就役

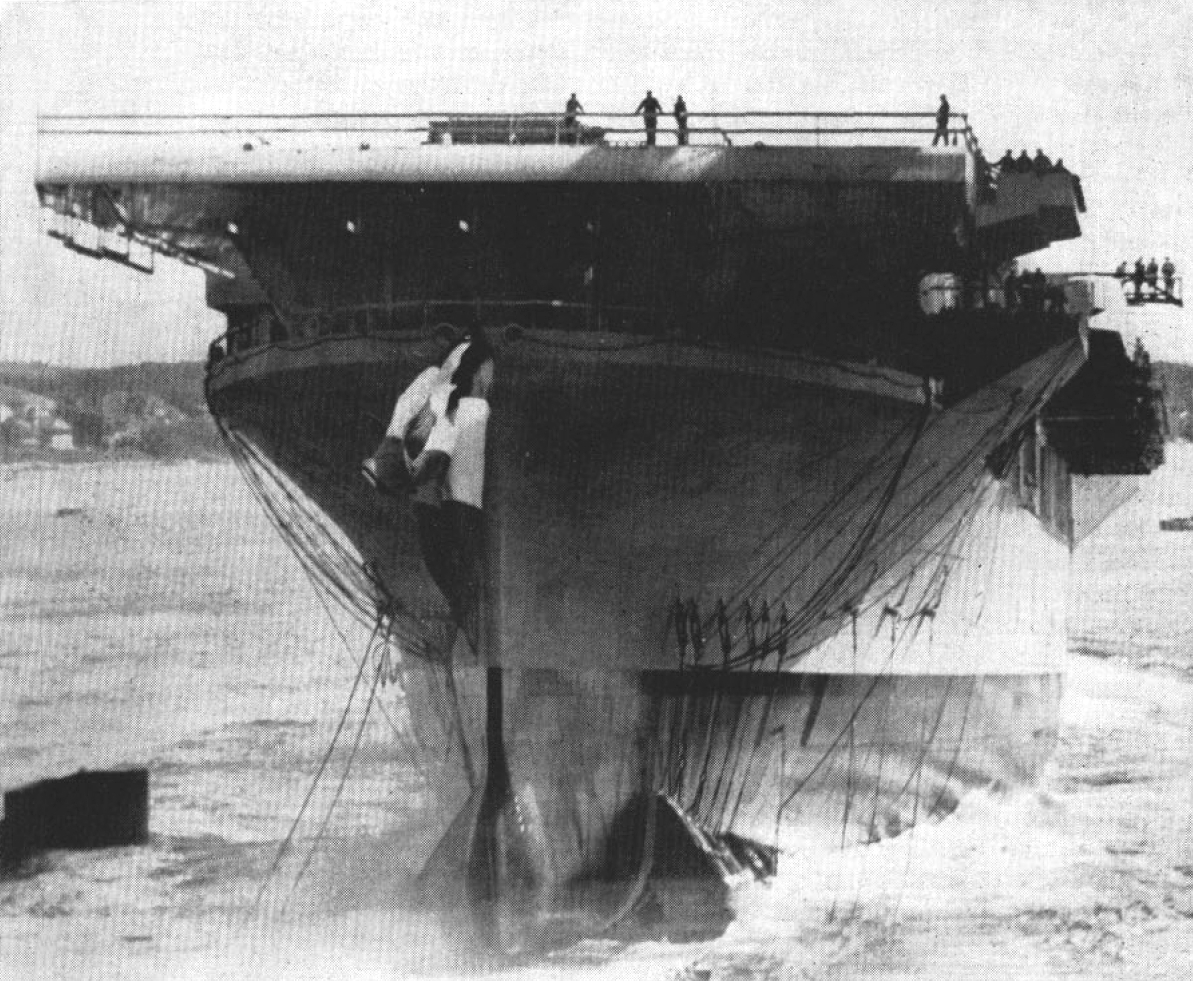
「レキシントン」の進水式

CV-16はナンバー1508として、1941年7月15日にマサチューセッツ州クインシーのベスレヘム・スチール株式会社・フォアリバー造船所で起工された。大統領フランクリン・ルーズベルトは当初、大陸海軍の最古参艦「カボット」の名を本艦に継がせようと考えていた。しかし建造中の1942年5月上旬の珊瑚海海戦で空母「レキシントン (USS Lexington, CV-2) 」が沈没した。CV-16の建造に関わる従業員たちは海軍長官フランク・ノックスに「CV-16に『レキシントン』の名を」と要望を送り、これは直ちに承認され、6月16日に改名された。6月17日、海軍省は新レキシントンの命名を公表した。
9月23日に海軍省次官セオドア・ダグラス・ロビンソンの未亡人・ヘレン（先代「レキシントン」の命名者でもある）によって命名・進水し、1943年2月17日に初代艦長フェリックス・スタンプ大佐の指揮のもと就役した。もともと1944年完成予定だったところ、造船所は戦時生産体制により一年短縮することに成功した。

### 第二次世界大戦

#### 1943年

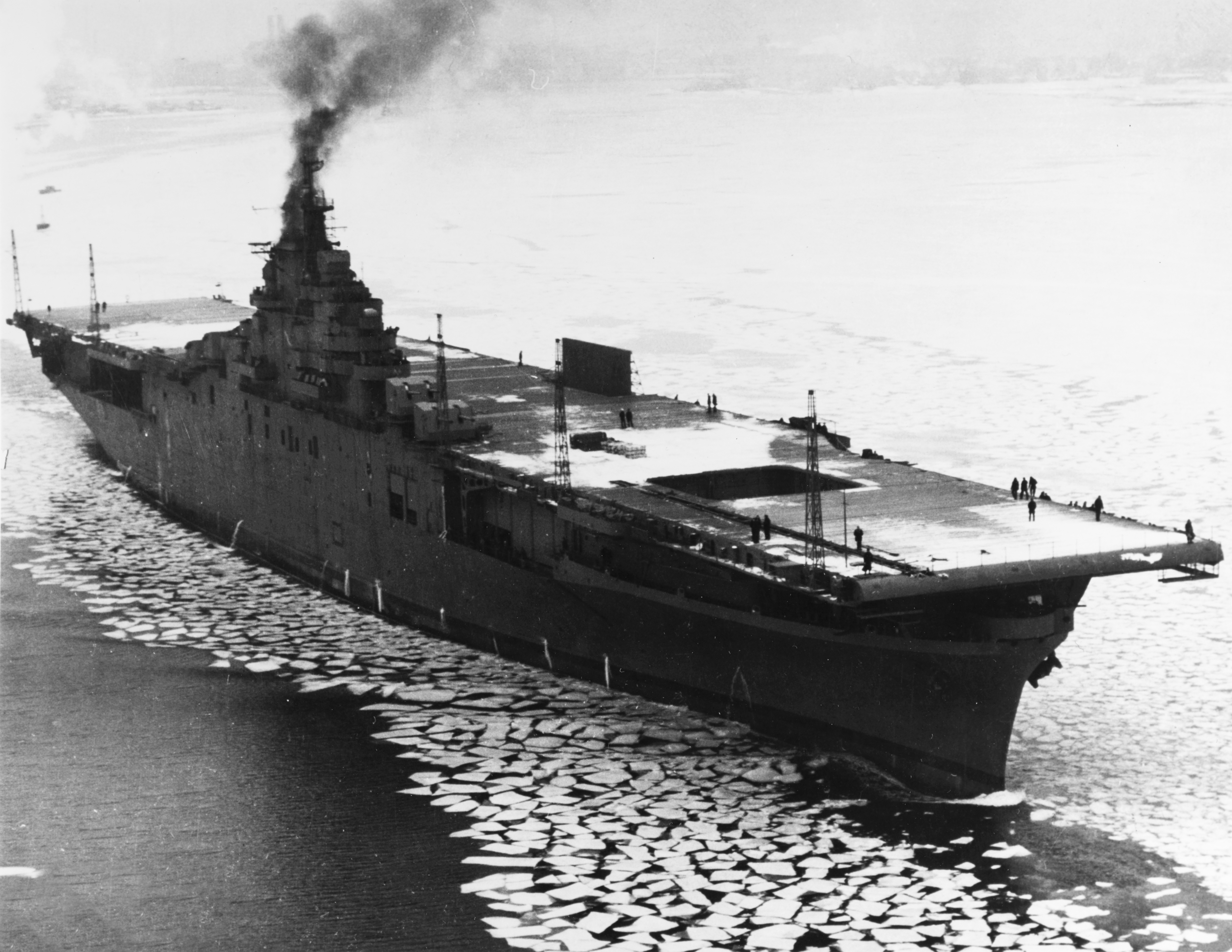
就役当日、ボストンにて

就役後ただちに器材の積載、乗員や飛行隊の受け入れ等の準備が行われ、5月初めに4週間の整調訓練を行うためカリブ海へ向かった。Uボートの脅威は低いと考えられたが、念のため駆逐艦が随伴した。乗員には海軍生活や航海に不慣れな者が多く、飛行訓練でも約25機が事故で失われた。アメリカンフットボール選手のナイル・キニックもF4Fのパイロットとして搭乗していたが、6月2日にベネズエラのパリア湾で訓練中に事故で殉職した。
6月上旬に整調航海を終えてボストンに帰還、太平洋に向かう調整を行ったのち、「レキシントン」は軽空母「プリンストン (USS Princeton, CVL-23) 」「ベロー・ウッド (USS Belleau Wood, CV-24) 」とともにパナマ運河を通過し、8月9日に真珠湾に到着した。引き続きハワイ周辺で訓練を重ね、9月11日にチャールズ・A・パウナル少将率いる第15任務部隊の第5群旗艦として戦闘地域に出発した。18日から19日にかけて「プリンストン」「ベロー・ウッド」とともにタラワを爆撃する。
9月29日にはアルフレッド・E・モントゴメリー少将率いる第14任務部隊に配属され出動し、10月5日から7日にかけてウェーク島を攻撃した。その後真珠湾に帰還し、ギルバート諸島攻略（ガルヴァニック作戦）の準備に入る。

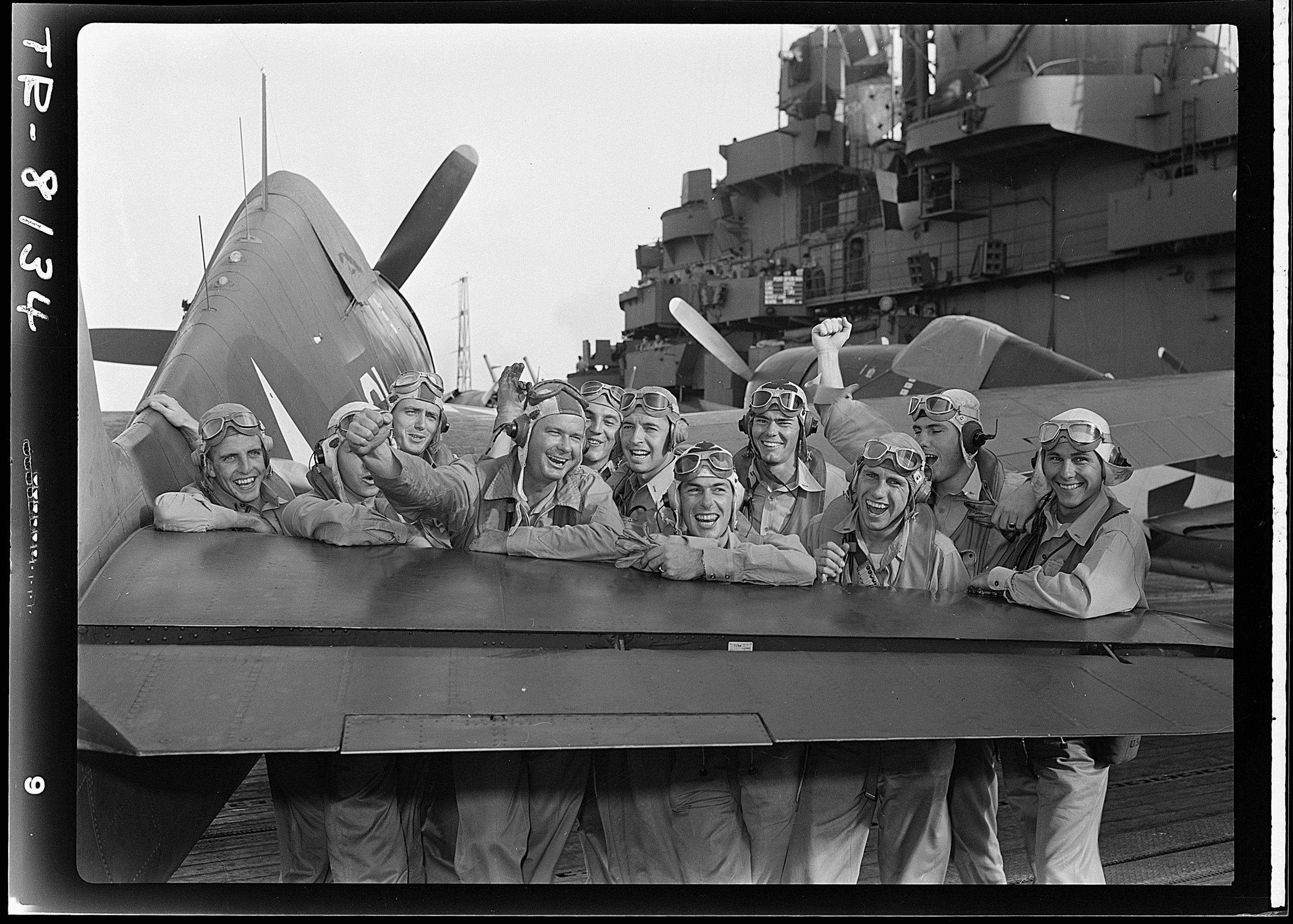
タラワでの攻撃任務から帰還したパイロット達（1943年11月）

11月10日に真珠湾からタラワに向かい、「レキシントン」は僚艦「ヨークタウン (USS Yorktown, CV-10) 」「カウペンス (USS Cowpens, CV-25) 」等と共に第50任務部隊第1群としてギルバート諸島の北側に展開、11月19日から24日までマーシャル諸島から飛来する日本機の迎撃および日本軍基地の攻撃を実施し、ギルバート諸島上陸の支援を行った。「レキシントン」の艦載機は11月23日と24日で29機の敵機を撃墜した（ギルバート諸島沖航空戦）。
次の目標は日本軍司令部のあるクェゼリン環礁を含むマーシャル諸島だった。「レキシントン」は真珠湾で準備を整えた後、12月3日に出港して隠密行動のもとマーシャル諸島東北部に向け進んだ。4日早朝の攻撃で貨物船を破壊し、軽巡「長良」と「五十鈴」に損傷を与え、多数の日本機を撃墜したり地上撃破した（マーシャル諸島沖航空戦）。マーシャル諸島の日本軍も航空戦力をもって反撃を開始し、「レキシントン」は日中に襲来した3機の九七式艦上攻撃機を対空砲火で撃墜、うち一機の投下した魚雷を辛うじて回避した。日本側記録では、第五三一海軍航空隊の天山6機が米軍機動部隊を攻撃し、全機未帰還となった。15時より任務部隊は離脱を開始したが、日本機の夜間攻撃にさらされることとなった。
任務部隊を襲ったのは、第752航空隊の一式陸攻9機（指揮官野中五郎少佐）と、第753航空隊の一式陸攻8機であった。アメリカ軍の認識では、23時までに少なくとも50機が任務部隊に向け襲来、23時22分にパラシュート照明弾が投下され、その10分後、低空で飛来した一式陸上攻撃機の投下した魚雷が「レキシントン」の右舷、第2スクリュー付近に命中した。爆発で艦は激しく揺れ、2名が死亡し35名が負傷、第2スクリューが失われた。艦尾が約5フィート沈み操舵動力室の通路に浸水、電気系が破壊され被弾6分後には操舵動力が失われた。「レキシントン」は舵を20度ほど左に切った状態で円を描き始めた。また、艦尾にあった発煙剤タンクが破損して煙を噴き上げ、ダクトを通じ艦内も煙が充満するという事態が生じた。スタンプ艦長は僚艦に「速度は出るが操舵不能」と知らせ、艦内放送で「舵に損傷したが、冷静を保ちそれぞれの役割を進めよ。心配するな」と呼びかけた。
操舵機関室では閉じ込められた4人の負傷者が電話の指示で手動ポンプを操作して舵を2度左の状態にまで戻し、これで各スクリューの回転を調整して直進を保てるようになった。5日1時24分に月が沈み日本機は去り、「レキシントン」は21ノットで離脱を続行、3時11分に操舵機関室への通路を確保して閉じ込められた負傷者を救出した。本艦は、6時間半の間に11回もの魚雷攻撃をしのいだ。日本側は「レキシントンを撃沈した」と発表した。12月6日の大本営発表では「中型航空母艦1隻と大型巡洋艦1隻撃沈、大型航空母艦1隻と巡洋艦1隻撃破」と報道した。
魚雷による被害を乗り越えた「レキシントン」は、修理のためアメリカ本国へ帰還することとなった。魚雷による損傷で冷蔵庫も動かず生鮮食料は廃棄、乗組員は豆や穀類だけでしのぐことになった。スクリューの回転調整での操艦によって12月9日に真珠湾に到着し、応急修理をした後、12月22日にピュージェット・サウンド海軍工廠に到着して本格修理を受けた。

#### 1944年

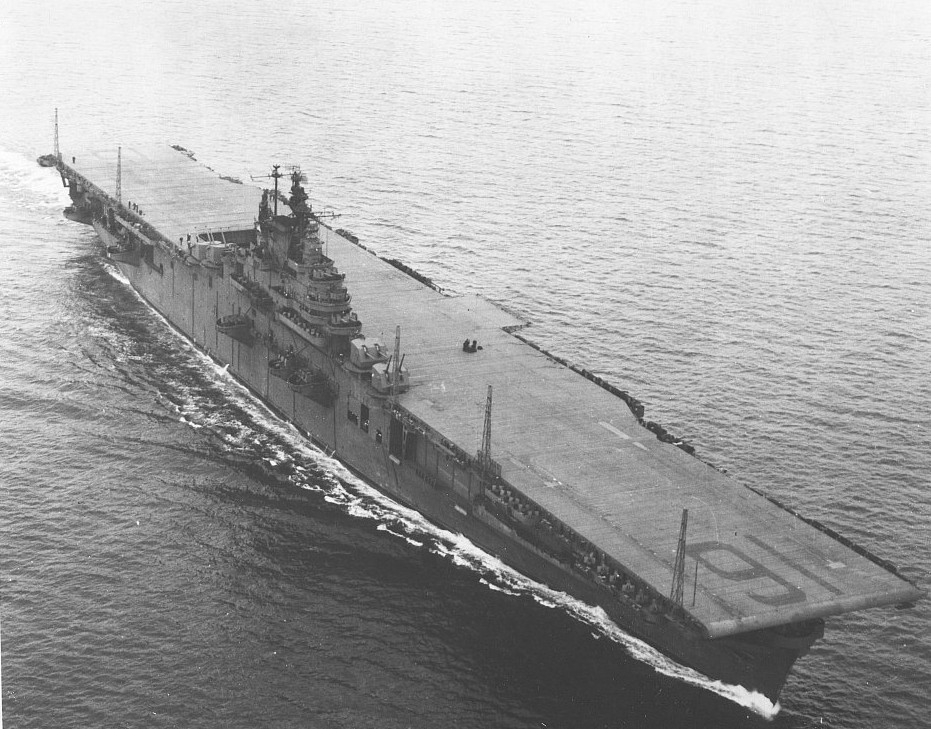
1944年2月20日、修理完了後

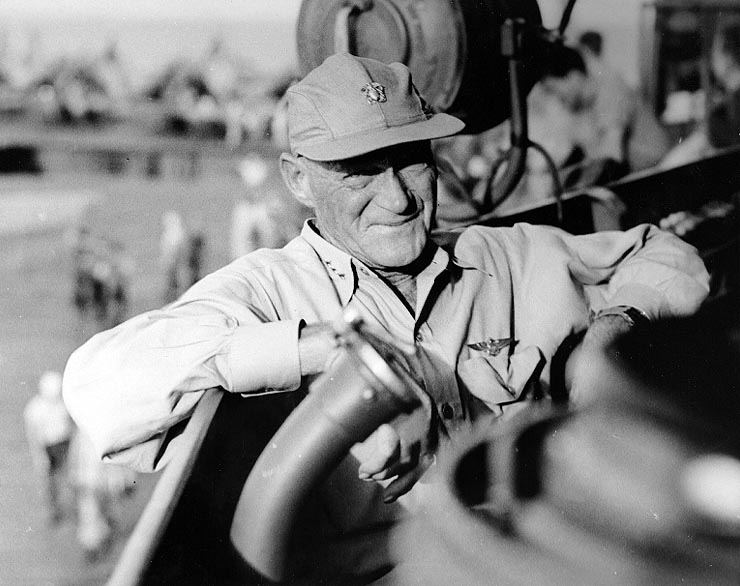
「レキシントン」に乗り込んだミッチャー中将(1944年6月)

「レキシントン」は修理に加え左舷側にカタパルトを増設、右舷側に40mm四連装機関砲および78口径20mm機関砲を増設する等の改修を受けた。さらに高角測定レーダーを装備したことで空母としての機能は大幅に向上した。
工事は1944年2月20日に完了し、「レキシントン」はカリフォルニア州アラメダを出航して真珠湾を経由し、第58任務部隊の泊地であるマジュロに向かう。ミッチャー司令官はレーダー装備の充実した「レキシントン」を旗艦に選定し、3月8日に中将旗を掲揚した。
任務部隊はミリ環礁への攻撃およびパラオ大空襲を実施した後、陸軍のホーランディア上陸(4月13日)の支援、トラック島への攻撃(4月28日)を行う。激しい抵抗を受けながらも、「レキシントン」の艦載機は17機の敵機を撃墜した。しかしながら、日本軍は二度目の「レキシントン撃沈」を発表した。大本営発表では4月16日に「潜水艦により大型空母1隻を撃沈」、5月2日には「4月30日から5月1日の戦闘で空母1隻を撃破した」と報道した。
続いてサイパン攻略作戦の序盤として五日間にわたる攻撃を行う。6月11日にサイパンとテニアンの日本軍基地を空襲し、「レキシントン」は38～100機の日本機を撃破した。翌12日には7回の攻撃を送り地上施設を破壊、輸送船2隻を沈め小型船数隻を破壊した。「レキシントン」は9回の魚雷攻撃を受けるが損害はなかった。15日夕刻、帰還機の回収中にグアムから日本機の大編隊が接近する。この猛攻も何とか退けることができたが、日本側は三度目の「レキシントン撃沈」を発表した。
6月19日、任務部隊は小沢治三郎中将が率いる第一機動艦隊とマリアナ沖で激突する（マリアナ沖海戦）。陸軍のサイパン攻略を支援していた任務部隊は早朝から攻撃隊をグアムの陸上基地に送り出していたが、接近する日本機をレーダーで捕捉するや、すぐに戦闘機部隊を呼び戻し、風上に変針して迎撃機を発艦させた。
日本側の大本営発表では、空母5隻以上と戦艦1隻以上という日本軍大勝利だったが、実際の迎撃戦は「マリアナの七面鳥撃ち」と言われるように米海軍の圧勝に終わった。なかでも「レキシントン」の編隊長アレキサンダー・ブラシウ中尉は8分間に6機撃墜という大戦果を挙げた。
任務部隊は日本艦隊を警戒して19日の夜に西へ転進し、翌日夕刻に270マイル先の日本艦隊を捕捉して約200機からなる攻撃隊を発艦させた。空母「飛鷹」撃沈、「瑞鶴」「隼鷹」「千代田」撃破等の戦果を挙げたものの、攻撃隊は20機を撃墜され、長距離飛行による燃料切れや夜間の着艦失敗により80機を失った。
ミッチャー司令官は危険を承知で全艦に夜間での点灯を命じ、攻撃隊の安全な回収に努めた。帰還機は所属に関係なく甲板の空いている空母に着艦を許可され、「レキシントン」も他の空母の所属機を何機か回収した。「レキシントン」所属のクック・クリーランド 中尉は「エンタープライズ (USS Enterprise, CV-6) 」に着艦したが、搭乗機は損傷しているので投棄すると指示された。彼は以前にも全く同じ状況で愛機を失ったことがあるため、怒って拳銃を握り機上にとどまった。こうした混乱の中、日本機が「レキシントン」に着艦しようとしたとの目撃談がある。
第58任務部隊は1944年8月26日にハルゼー大将の指揮する第3艦隊に所属となり「第38任務部隊」と改称、レイテ島攻略の準備に入る。9月上旬にはダバオ誤報事件で動揺する日本軍に空襲をしかけ、9月24日にもセブ島を襲ったが、その際に本艦のヘルキャット1機が対空砲火により撃墜されてパイロットは捕虜になった。10月10日には沖縄を攻撃(十・十空襲)、続いてフィリピン、10月12日には台湾を攻撃した（台湾沖航空戦）。
10月24日より二日間にわたり、レイテ湾の米上陸部隊をめぐって大海戦が繰り広げられる（レイテ沖海戦、両軍の戦闘序列）。任務部隊は24日に日本の戦艦を中心とした艦隊を攻撃し（シブヤン海海戦）、翌朝にはルソン島北東沖を進んでいた日本空母部隊を捕捉、攻撃を開始する（エンガノ岬沖海戦）。まず空母「千歳」を沈めた後、「レキシントン」所属の第19空母航空群司令T・ヒュー・ウィンターズJr.中佐が攻撃隊を統制して攻撃を続行、「瑞鶴」「瑞鳳」「千代田（止めは後続の米巡洋艦部隊による）」撃沈の戦果を挙げた。
その後、「レキシントン」は11月5日にクラーク飛行場を奇襲、マニラ湾において重巡洋艦「那智」を撃沈した。しかしこの日、神風特別攻撃隊の攻撃を受ける。13時38分に突入してきた2機のうち、1機は右舷側の対空機銃が捕捉し艦尾後方に墜落させたが、もう1機は火を噴きながら艦橋後部に激突した。第2操舵室が粉砕され、信号橋や右舷の20㎜機銃銃座等も破壊、機体の破片が飛散し燃料が燃え広がった。艦の機能は健在で作戦行動に支障はなかったが、約50名が死亡、132名が負傷した。日本側はまたもや「レキシントン」撃沈を発表した。
東京ローズは「レキシントン撃沈」と結局4回放送したことになるが、その後目撃情報が挙がるたびに「また青い幽霊が現れた」と表現した。

#### 1945年

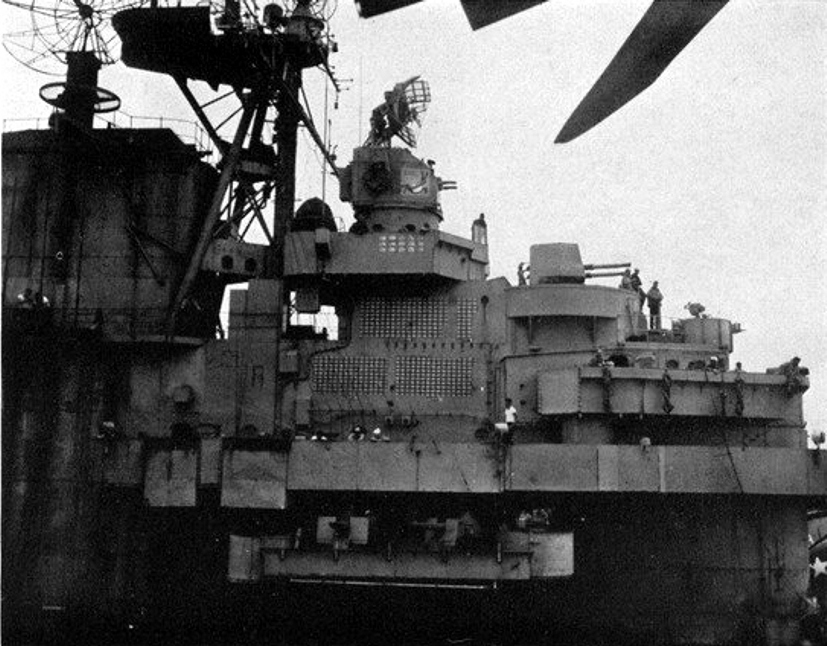
戦果が記入された艦橋(1945年、改修工事後)

引き続き「レキシントン」は任務部隊の一翼として1945年1月に東京周辺の工場等を攻撃、2月には硫黄島攻略の上陸作戦を支援した。その後、日本本土の航空基地を叩くため北上し、25日には筑波基地を攻撃した。3月1日には沖縄で那覇市や港湾地区の爆撃と中央部の偵察を行い、沖縄攻略の手がかりとなる鮮明な写真を得ることができた。
一連の任務を終えて3月5日にウルシー環礁に帰還したが、1943年2月の修理以来常に前線に出続けていたため、オーバーホールと改修工事のため本国に帰還することとなった。前年10月の特攻攻撃による損傷から復帰したばかりの同型艦「フランクリン」と交代する流れとなったが、「フランクリン」は二週間後の九州沖航空戦でまたしても大損害を被ってしまう。
本国での整備・改修は2ヶ月半に及び、「レキシントン」には他の同型艦と同じように艦橋の拡大や対空火器の増設が施された。この際、12.7ミリ機関銃の四連装銃座 が6基設置された。これは元々陸軍の装備であったが、特攻機対策の検証の一環でエリコン20ミリ機関砲の代わりに試験的に導入されたものである。しかし門数が増えても元々の威力や射程が劣るため、有効ではなかった。
6月初旬、「レキシントン」は最新鋭のF4U-4戦闘機を装備する飛行隊CVG-94を搭載して戦線に復帰し、東京周辺の基地に対する攻撃を行った。掩体壕への低空からの攻撃では対空砲により相当な機数を失った。その後、東北・北海道に向かい、15日には青函連絡船を攻撃し、戦艦「サウスダコタ (USS South Dakota, BB-57) 」「インディアナ (USS Indiana, BB-58) 」等による釜石製鉄所に対する艦砲射撃の際はCAP（戦闘空中哨戒）および写真偵察を行って支援した。
7月後半には横須賀空襲および呉軍港空襲に参加して日本艦隊を壊滅させ、8月15日の終戦を迎える。日本降伏のニュースが艦内に広まるも、策略の疑いもあることから、連合軍の進駐に向け直ちにCAPを展開した。この際、本州北部に5ヶ所の捕虜収容所を発見し、食料や必需品の投下を続けた。捕虜は収容所の屋根に「THANKS LEX」と書いて感謝を示した。
9月5日、「レキシントン」は艦隊空母の中で初めて東京湾に投錨し、以後3ヶ月間、進駐軍の活動支援を行う。10月には日本海軍の使っていた天山艦上攻撃機を輸送、12月3日には約3000名の陸軍兵士を乗せて本国へ出発し、15日にサンフランシスコに到着して歓迎を受けた。

### 戦後

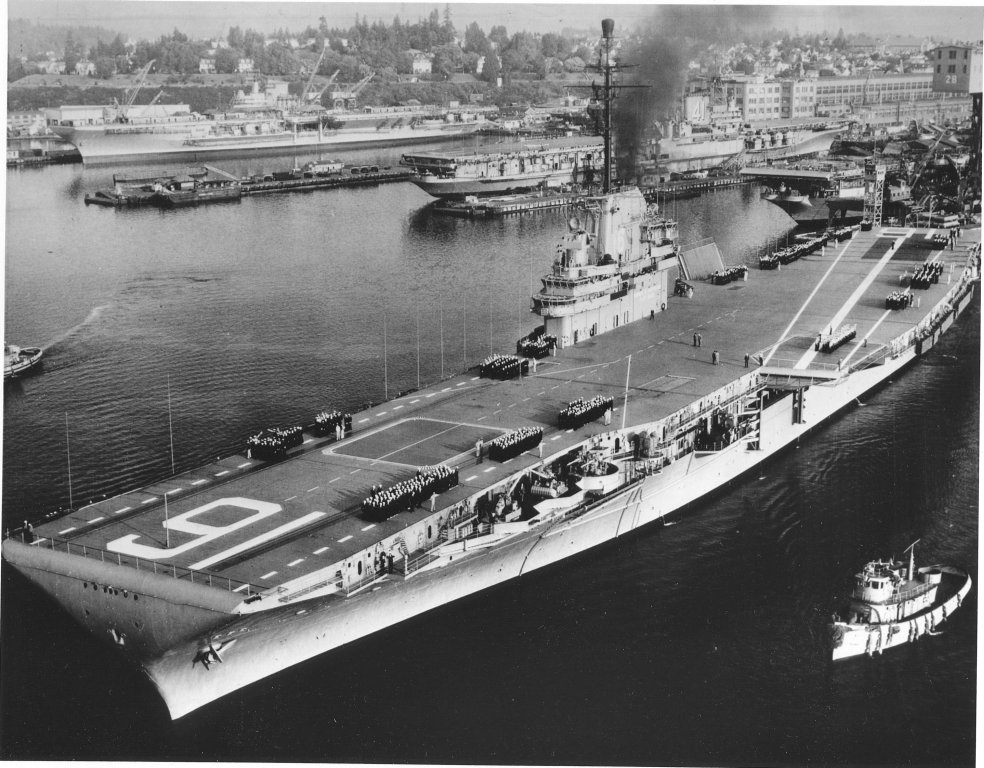
1955年9月撮影

大戦後の海軍の縮小に伴い、「レキシントン」も他の同型艦の多くと同様に予備役に編入され、1947年4月23日よりシアトルで保管状態に入った。しかし冷戦が始まり、朝鮮戦争では同型艦が目覚ましい働きを見せたことから、「レキシントン」も現役復帰が決定する。1952年10月1日に攻撃空母 (CVA-16) に類別変更され、1955年には近代化改装として蒸気カタパルト搭載や着艦設備を更新するSCB-27C改装およびアングルド・デッキの装着等を行うSCB-125改装を同時に施され、艦容は一変した。
改装の完了した「レキシントン」はF9F戦闘機、F2H戦闘機、AD-5攻撃機等を搭載して第7艦隊に所属し、1958年の第二次台湾海峡危機や1961年のラオスの緊張では部隊を展開した。太平洋での活動は1962年まで続き、横須賀、神戸にも数回寄港している。
1962年7月に大西洋艦隊へ配置換えされ、同年10月には攻撃空母から対潜空母 (CVS-16) に類別変更、次世代空母が充実してきたため「アンティータム (USS Antietam, CVS-36) 」に代わる練習空母として運用されることとなった。レキシントンは母港のフロリダ州ペンサコーラやテキサス州コーパスクリスティ、ニューオーリンズを拠点として活動した。飛行訓練生、現役及び予備役の飛行士の訓練を行い、その練度を維持した。1967年10月17日には200,000回目の着艦を記録し、1969年1月1日には正式に練習空母 (CVT-16) へ類別変更され全ての砲兵装や一部の電子設備が撤去された。
1978年7月には、航空機への支援設備を持たず発着訓練のみを行う着艦練習艦 (AVT-16) に類別変更され、1980年度予算で大規模整備を受け1989年度まで練習艦として運用されることとなった。しかし計画の見直しや、湾岸戦争勃発のため後継の練習空母に予定された「フォレスタル」の改装が遅れるという事情があり、1991年まで現役に留まり同年11月8日に退役した。「レキシントン」はエセックス級の中で最も長期間（48年間）運用された艦となった。就役から退役までの着艦回数は493,248回にも及ぶ。

## 博物館として
「レキシントン」の退役を受け、いくつかの都市が博物館船として保存するための誘致に動き始めた。なかでも訓練基地のあったコーパスクリスティでは地元経済界や関係者がプロジェクト「Landing Force 16」を結成し、300万ドルの債券を予定し海軍長官に企画をプレゼンするなど強力に働き掛けた結果、1年ほどで誘致に成功した。1992年1月には海軍が博物館としての寄贈を正式に発表、「レキシントン」は曳航されて6月15日にコーパスクリスティに到着した。11月14日の博物館開所式には連邦政府や海軍の高官も列席し、以来毎年25～30万人が訪れる人気スポットとなった。
館内ではデッキの航空機をはじめとする歴史的な展示品のほか、アイマックス・シアターも設置されており、数々のプログラムを楽しむこともできる。格納甲板では大規模なイベントも開催可能である。2003年にはアメリカ合衆国国定歴史建造物に指定された。横須賀市の記念艦「三笠」には、「レキシントン」のプレートが展示されている。
「レキシントン」は第二次世界大戦の戦功で殊勲部隊章を与えられる9隻の空母のうちの一隻であり、11の従軍星章を受章した。

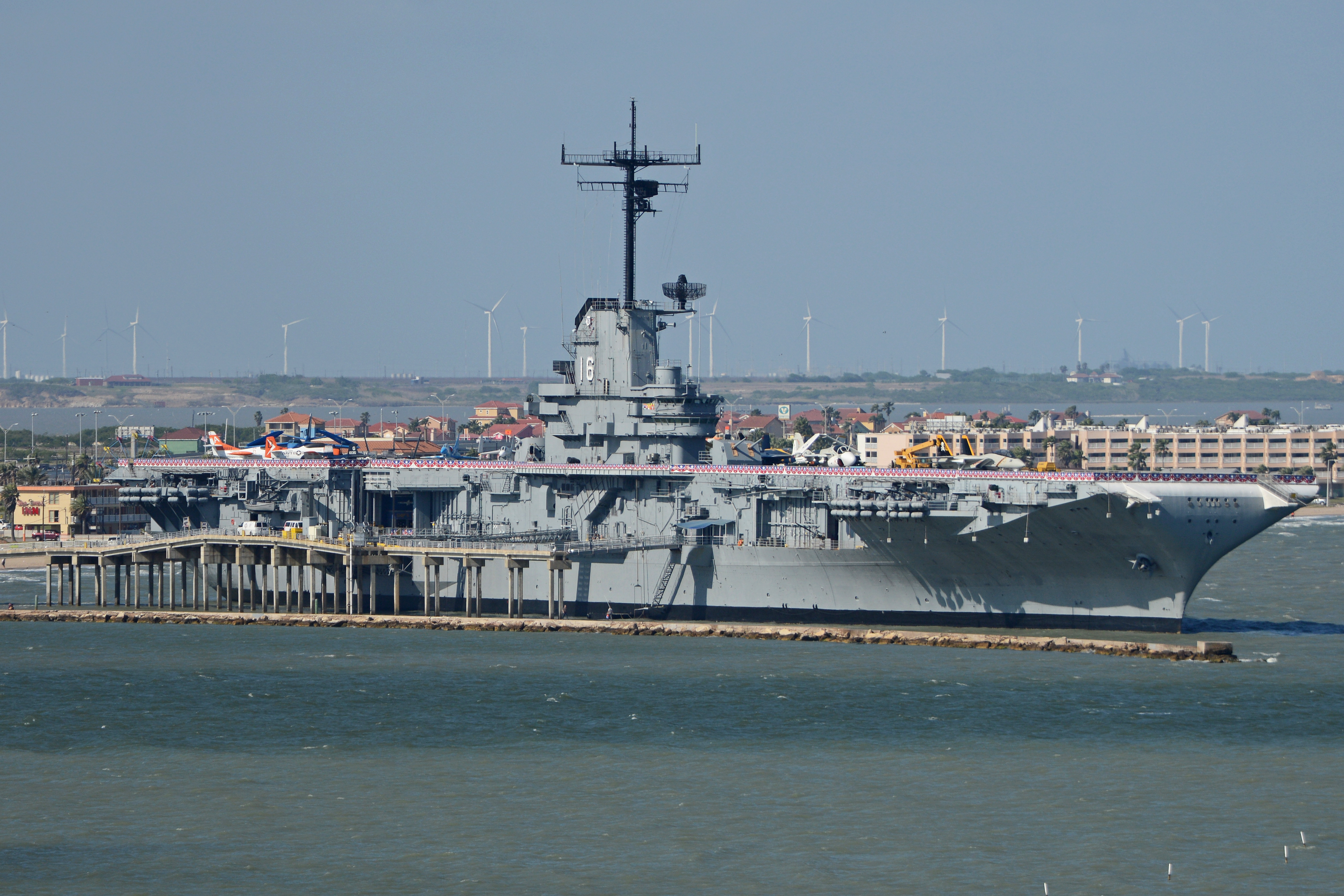
博物館として公開されている「レキシントン」(2017年3月22日撮影)
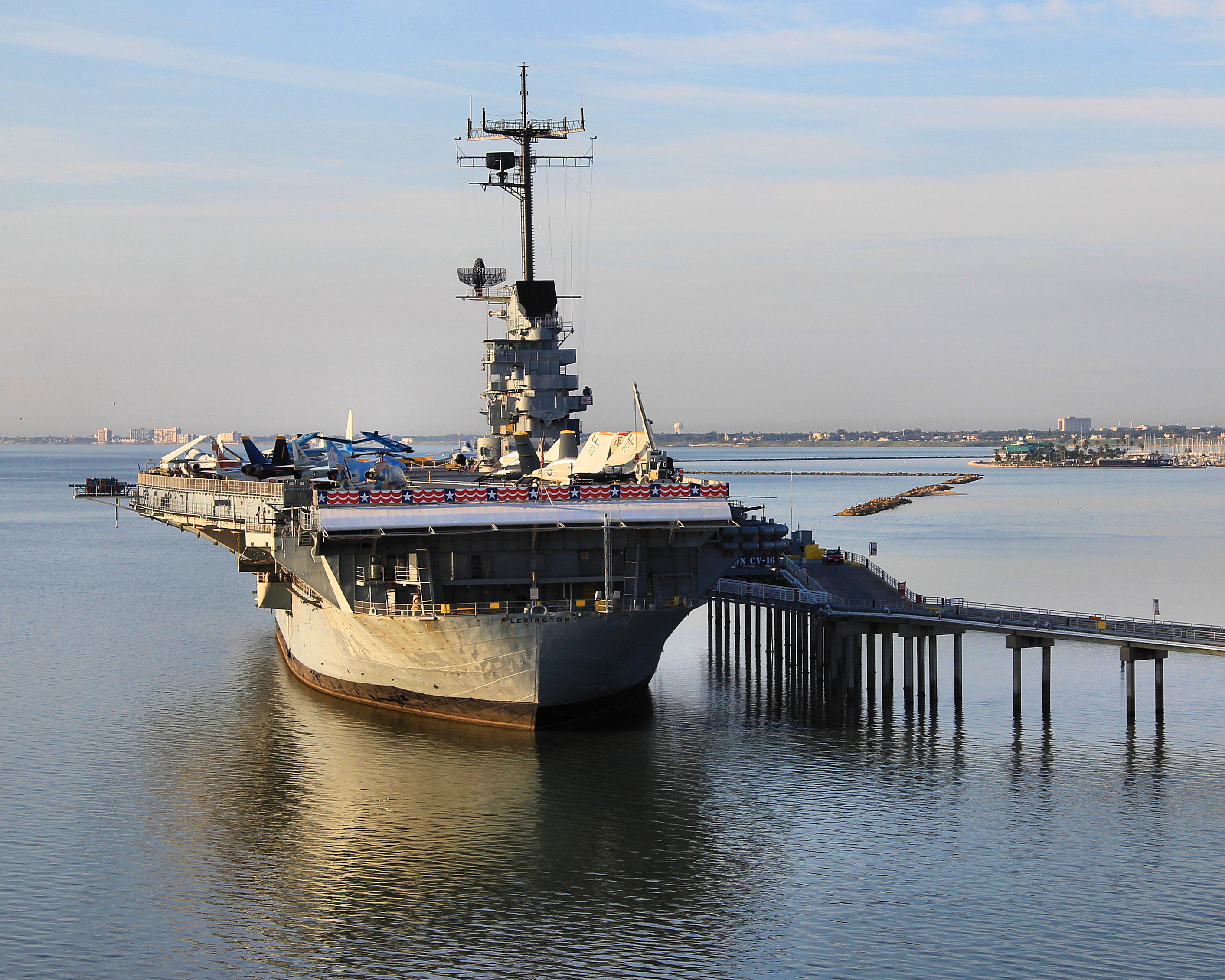
同じく後方より(2014年5月29日撮影)

## 登場作品

### 映画
レキシントンは数本の映画に出演した「役者」としても知られている。以下に特に有名な例を挙げる。
なお一部の媒体では映画「トラ・トラ・トラ！」において南雲機動部隊の旗艦「赤城」を演じたとされるがこれは誤りであり、実際には姉妹艦の「ヨークタウン」が撮影に使用されている。
『パール・ハーバー』
日本海軍の空母「赤城」を演じ、米空母が「赤城役」となった例は姉妹艦「ヨークタウン」に続き2隻目である。今作では「赤城」の左側艦橋を再現するため、わざわざ艦の前後を逆にして発艦シーンを撮影している（カメラワークと組み合わせてアングルド・デッキが目立たなくなるという効果もあった）。
『ミッドウェイ』
アメリカ海軍空母ヨークタウン級航空母艦3隻を演じた。戦中以来の相棒とも言うべき、実機のF4F ワイルドキャットなどを発着艦させている。

### 小説
『レイテ驀進1 逆襲の機動部隊』
マリアナ沖海戦に第三空母群の旗艦として参加する。爆戦仕様の零戦二一型による特攻を受け、艦首側エレベーターが使用不能になったうえ、格納庫に搭載していたTBF アヴェンジャー、SBD ドーントレスに火が回り、中破する。
『ニセコ要塞1986』荒巻義雄
IBM艦隊の一艦として登場。日本列島戦域に送られる軍用機はすべて本艦から発進する、とされていた。